# Schwansee
Schwansee (có nghĩa là hồ thiên nga) là hồ ở phía đông nam Füssen, thuộc vùng Schwaben, Bayern, Đức. Ở một độ cao là 789,23 m, nó có diện tích là 17 mẫu tây. Nó nằm dưới chân lâu đài Hohenschwangau, 400m phía bắc của hồ Alpsee. Lâu đài Neuschwanstein cách đây không xa. Hồ là tài sản của bang tự do Bayern.
Hiện tại Schwansee được dùng làm hồ tắm vào mùa hè và mùa đông làm chỗ trượt băng cả cho dân địa phương và du khách.